# Ziemin (wieś)
Ziemin – wieś w Polsce położona w województwie wielkopolskim, w powiecie grodziskim, w gminie Wielichowo. Między Zieminem a Wielichowem przepływa Północny i Środkowy Kanał Obry. Na wschód od wsi znajduje się wzgórze 100,3 m, zwane Ziemińskimi Górami.
W XVI wieku w Zieminie istniał kościół, który został zniszczony w okresie wojny północnej. W 1795 właścicielem był Wiktor Szołdrski.
W okresie Wielkiego Księstwa Poznańskiego (1815-1848) miejscowość wzmiankowana jako Ziemin należała do wsi większych w ówczesnym pruskim powiecie Kosten rejencji poznańskiej. Ziemin należał do okręgu wielichowskiego tego powiatu i stanowił część prywatnego majątku Wilkowo Polskie, którego właścicielem był wówczas Marceli Czarnecki. Według spisu urzędowego z 1837 roku Ziemin liczył 262 mieszkańców, którzy zamieszkiwali 21 dymów (domostw).
Pod koniec XIX wieku w Zieminie było 25 domostw i 208 mieszkańców.
W Zieminie urodził się mjr Ludwik Ławniczak (1882-1942).
W latach 1975–1998 miejscowość administracyjnie należała do województwa poznańskiego.
Przez wieś przebiega droga wojewódzka nr 312. W Zieminie znajduje się przystanek kolejowy na wąskotorowej linii Rakoniewice Wąskotorowe – Krzywiń.
W Zieminie rozpoczyna się zielony znakowany szlak pieszy do Książa Wielkopolskiego.